# Joseph W. Kennedy
Joseph William Kennedy (n. 30 mai 1916, Nacogdoches, Texas – d. 5 mai 1957, Saint Louis, Missouri) a fost un chimist american, codescoperitor al elementului plutoniu (alături de Glenn T. Seaborg, Edwin McMillan și Arthur Wahl). În timpul celui de-al Doilea Război Mondial a condul divizia CM (chimie și metalurgie) a Proiectului Manhattan la Los Alamos, unde a condus cercetările referitoare la chimia și metalurgia uraniului și plutoniului. După război, a devenit profesor al Universității Washington din Saint Louis, unde a avut meritul de a muta accentul de pe activitatea didactică pe cea de cercetare. A murit la vârsta de 40 de ani în urma unui cancer stomacal.